# BMO Training Ground

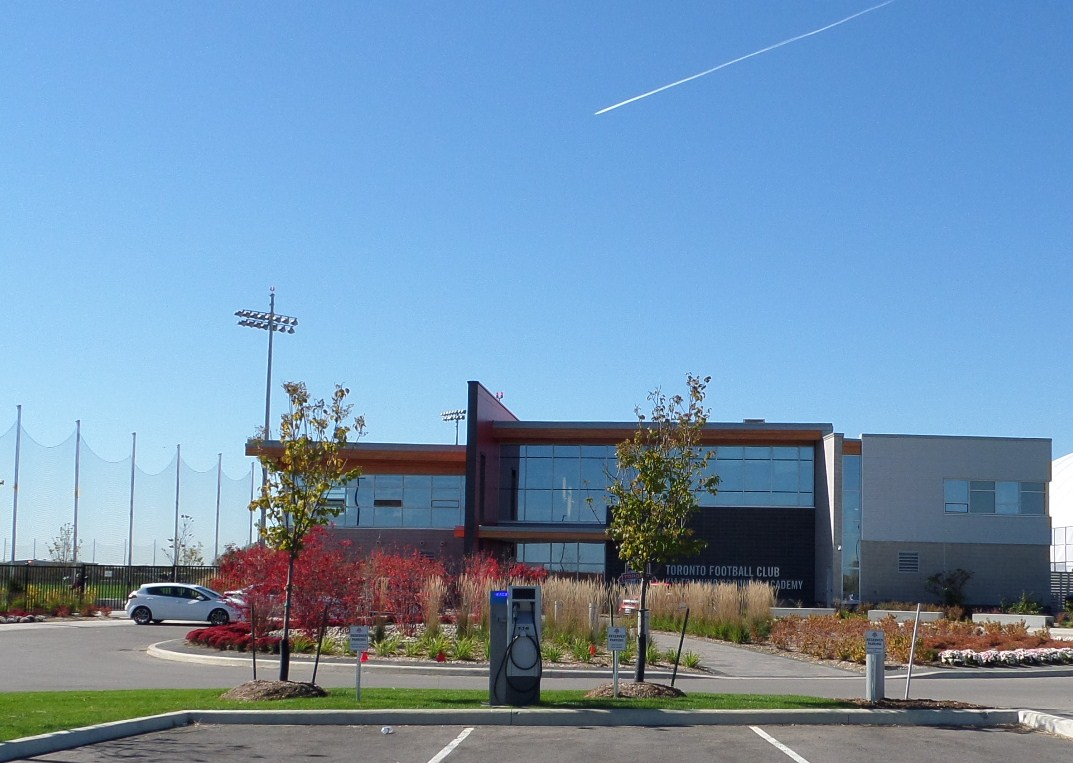
BMO Training Ground

O BMO Training Ground é um centro de treinamento do Toronto FC com capacidade para 1.000 lugares localizado no Downsview Park, em Toronto, Canadá. O local também é utilizado como casa do Toronto FC II, que manda seus jogos da USL League One no campo.

## História
Inaugurado em 2012, o KIA Training Ground foi construído pela Maple Leaf Sports & Entertainment, dona do Toronto FC, a um custo de $21 milhões de dólares.
Em julho de 2014, o Toronto Argonauts, da Canadian Football League, anunciou que jogaria temporariamente no estádio, a um custo de $2 milhões de dólares. O time se mudou pra lá em setembro, mas depois  mudou pra o Lamport Stadium em 2018.
Em 2018 o Banco de Montreal (BMO) comprou os naming rights do local, renomeando para BMO Training Ground & Academy.
Desde 2019, o Toronto FC II, da USL League One, manda seus jogos no estádio.